# Agusan del Sur
Agusan del Sur is een provincie in het zuidoosten van de Filipijnen. De provincie omvat een groot deel van het noordoostelijke deel van het eiland Mindanao en maakt deel uit van regio XIII (Caraga). De enige stad en grootste plaats van de provincie is Bayugan. De hoofdstad is echter de gemeente Prosperidad. Agusan del Sur heeft een oppervlakte van 9989,5 km² en is daarmee de op twee na grootste provincie van het land. Bij de census van 2015 telde de provincie bijna 701 duizend inwoners.
Aangrenzende provincies zijn Agusan del Norte in het noorden, Surigao del Sur in het oosten, Davao Oriental in het zuidoosten, Compostela Valley en Davao del Norte in het zuiden en Bukidnon en Misamis Oriental in het westen.

## Geografie

### Topografie en landschap
Agusan del Sur beslaat een groot deel van de noordoostelijke punt van het zuidelijke Filipijnse eiland Mindanao tussen 7° 55’ 37" en 9° 13' 1" noorderbreedte en 125° 14' 24" en 126° 21' oosterlengte. De hoofdstad Prosperidad ligt hemelsbreed 850 km ten zuidoosten van de Filipijnse hoofdstad Manilla en 170 km ten noordnoordoosten van grootste stad op Mindanao, Davao City. Agusan del Sur heeft een oppervlakte van 8.966 km² en is daarmee, na Palawan, Isabela en Cagayan, de op drie na grootste provincie van de Filipijnen. De provincie heeft geen kustlijn en wordt derhalve volledig omgeven door andere provincies, zijnde Agusan del Norte in het noorden, Surigao del Sur in het oosten, Davao Oriental in het zuidoosten, Compostela Valley en Davao del Norte in het zuiden en Bukidnon en Misamis Oriental in het westen.
Het landschap van provincie wordt gedomineerd door de Agusan. Deze rivier stroomt van de provincie Compostela Valley in het zuiden door het centrale deel van Agusan del Sur naar Agusan del Norte in het noordnoordwesten, waar zij uiteindelijk uitmondt in de Butuanbaai. Het midden van de provincie, rondom de rivier, is vlak. Langs de gehele oostegrens van de provincie en in het noorden en in mindere mate het zuidoosten liggen middelhoge bergketens. De hoogste bergen daarvan zijn zo'n 600 tot 700 meter hoog. De Agusan heeft in deze provincie twaalf zijrivieren, te weten de Wawa, Gibong en Simulao aan de oostzijde en Ojot, Pusilao, Kasilayan, Libang, Maasam, Agdawan, Cawayan en Ihaoan aan de westzijde. Deze zijrivieren worden weer gevoed door de vele kleine beekjes.
Ten westen van Bunawan ligt een groot moerasgebied. Een groot deel daarvan valt binnen de grenzen van het Agusan Marsh Wildlife Sanctuary, dat in 1998 werd uitgeroepen tot beschermd natuurgebied. Het gebied dat wordt doorsneden door de Agusan herbergt 15% van de totale zoetwaterhoeveelheid van de Filipijnen. Het grootste meer in dit gebied is Talacogon Lake

### Bestuurlijke indeling
Agusan del Sur bestaat uit 1 stad en 13 gemeenten.

#### Stad
- Bayugan

#### Gemeenten
| - Bunawan - Esperanza - La Paz - Loreto - Prosperidad - Rosario - San Francisco | - San Luis - Santa Josefa - Sibagat - Talacogon - Trento - Veruela |

Deze gemeenten zijn weer verder onderverdeeld in 314 barangays.

## Bestuur en politiek
Het bestuur van de provincie heeft een dualistisch karakter. De uitvoerende macht ligt bij de gouverneur. De gouverneur wordt sinds 1987 elke drie jaar rechtstreeks gekozen door de inwoners van de provincie. Hij is het hoofd van het dagelijks bestuur en benoemt alle directeur van uitvoerende organen. De gouverneur van de provincie Agusan del Sur is Adolph Plaza. Hij werd bij de verkiezingen van 2010 voor een termijn van drie jaar gekozen. De wetgevende macht van de provincie ligt bij de Sangguniang Panlalawigan (provinciale raad). Deze bestaat in het geval van Agusan del Sur uit tien reguliere raadsleden en drie ex officio leden. De raad wordt voorgezeten door de vicegouverneur. De vicegouverneur wordt net als de gouverneur rechtstreeks door het volk gekozen en is de eerst aangewezen opvolger van de gouverneur wanneer deze bijvoorbeeld komt te overlijden. Hij stemt normaal gesproken niet mee in de raad, maar mag wel de beslissende stem uitbrengen bij een gelijk geëindigde stemming. De vicegouverneur van Agusan del Sur is Santiago Cane jr. Hij werd in 2010 voor zijn tweede opeenvolgende termijn gekozen. De tien reguliere raadsleden van Agusan del Sur worden gekozen per kiesdistrict. In ieder kiesdictrict kiezen de inwoners vijf raadsleden. De drie ex-officio leden zijn de lokale president van de Association of Barangay Captains (ABC), de lokale president van de Philippine Councilors League (PCL) en de lokale president van de Sangguniang Kabataan (jeugdraad).
Lijst van gouverneurs van Agusan del Sur sinds 1970
| - 1970 - 1972 Rufino C. Otero - 1972 - 1980 ? - 1980 - 1986 Valentina G. Plaza - 1986 - 1992 Ceferino Paredes - 1992 - 1995 Democrito O. Plaza - 1995 - 1995 Alex G. Bascug | - 1995 - 1998 Virginia M. Getes - 1998 - 2001 Valentina G. Plaza - 2001 - 2007 Adolph Edward G. Plaza - 2007 - 2010 Maria Valentina Plaza-Cornelio - 2010 - 2013 Adolph Edward G. Plaza |

## Demografie
Agusan del Sur had bij de census van 2015 een inwoneraantal van 700.653 mensen. Dit waren 44.235 mensen (6,7%) meer dan bij de vorige census van 2010. Ten opzichte van de census van 2000 was het aantal inwoners gegroeid met 141.359 mensen (25,3%). De gemiddelde jaarlijkse groei in die periode kwam daarmee uit op 1,25%, hetgeen lager was dan het landelijk jaarlijks gemiddelde over deze periode (1,72%).

De bevolkingsdichtheid van Agusan del Sur was ten tijde van de laatste census, met 700.653 inwoners op 9989,52 km², 70,1 mensen per km².

## Economie
Agusan del Sur is een arme provincie. Uit cijfers van het National Statistical Coordination Board (NSCB) uit het jaar 2003 blijkt dat 60,3% (12.150 mensen) onder de armoedegrens leefde. In het jaar 2000 was dit 60,1%. Daarmee staat Agusan del Sur 4e op de lijst van provincies met de meeste mensen onder de armoedegrens. Van alle 79 provincies staat Agusan del Sur bovendien ook 4e op de lijst van provincies met de ergste armoede.